# 第一次大陸會議
第一次大陸會議（英語：First Continental Congress）是美國獨立戰爭初期，由13個殖民地中的12個殖民地代表於1774年9月5日至10月26日在宾夕法尼亚省費城木匠廳召開的會議，其中獨缺的喬治亞州因親英派的聲勢壓倒反抗派而延宕至下次會議才得以參與。這次會議是在英國海軍對波士頓港實施封鎖以及英國國會通過懲罰性的《不可容忍法案》以回應波士頓傾茶事件後由大陸代表們組織的会议。
在大會開幕的幾週內，代表們就殖民地如何共同應對英國政府的強制行動進行了激烈的討論，並致力於共同的事業。作為其決議的前奏，國會採取的第一步行動是通過了《薩福克決議》，這是一項由馬薩諸塞州幾個郡起草的措施，其中包括一份申訴聲明，呼籲抵制英國商品，並敦促各殖民地建立和訓練自己的民兵。隨後有人提出了一項不那麼激進的計劃，即建立大不列顛和殖民地聯盟，但代表們擱置了這項措施，並在後來將其從會議記錄中刪除。
第一次大陸會議商定了一項宣言和決議，其中包括大陸協會和一項對英國貿易實施禁運的提議。他們還向國王起草了一份請願書，請求國王糾正他們的不滿並廢除《不可容忍法案》。這項呼籲沒有成功，導致殖民地代表們召開了第二次大陸會議，該會議也於次年5月在費城舉行，即列克星敦和康科德戰役後不久，以組織保衛殖民地的美國獨立戰爭。